# Nguyễn Thế Phương
Nguyễn Thế Phương (tên thật là Nguyễn Xuân Phê; 1930–1989) là nhà văn Việt Nam, được truy tặng Giải thưởng Nhà nước về Văn học Nghệ thuật vào năm 2022.      

## Tiểu sử
Nguyễn Thế Phương (tên thật là Nguyễn Xuân Phê) sinh ngày 29 tháng 12 năm 1930 tại làng Bình Lâm, xã Hà Lâm, huyện Hà Trung, tỉnh Thanh Hóa. Ông có người anh trai mất, phải thay thế nên mới có bút danh Thế Phương.
Năm 1945, khi mới 15 tuổi, ông đã tham gia cách mạng. 18 tuổi vào đội du kích, tổ chức cướp chính quyền ở phủ Hà Trung. Ông làm công tác tuyên truyền từ xã lên huyện và tỉnh, sau làm tuyên truyền ở Liên khu IV. Ông tham gia cuộc cải cách ruộng đất và làm Hiệu ủy Trường cải cách Liên khu IV.
Năm 1958, ông về làm Trưởng ban Triết học Nhà Xuất bản Sự thật nay là Nhà xuất bản Chính trị Quốc gia. Năm 1960, ông chuyển qua làm Trưởng ban Biên tập Nhà xuất bản Văn học.
Năm 1964, Nguyễn Thế Phương chuyển về Ty Văn hóa Thanh Hóa làm Chủ biên tập san “Người bạn văn hoá” tiền thân của Tạp chí Văn nghệ xứ Thanh hiện nay.
Năm 1967, ông trở lại Nhà xuất bản Văn học làm Trưởng ban Biên tập.
Ông mất tại Hà Nội vào ngày 18 tháng 11 năm 1989.

## Sự nghiệp
Nguyễn Thế Phương là cây bút chuyên về văn xuôi, ông thể hiện sức viết ở cả ba thể loại: truyện ngắn, kí nhưng nổi bật nhất là tiểu thuyết.
Nguyễn Thế Phương trở thành hội viên Hội Nhà văn Việt Nam ngay sau khi ra mắt hai truyện ngắn đầu tay: Người bạn cũ và Đào chèo. Không lâu sau đó, lúc vừa tuổi ba mươi, với tiểu thuyết Đi bước nữa, Nguyễn Thế Phương đã trở thành “hiện tượng” trên văn đàn những năm 60 của thế kỷ trước. Đến tiểu thuyết Nắng, phải nói thành tựu sáng tác của anh đã đạt đến đỉnh cao. Hai tiểu thuyết này là những tác phẩm “đi trước” trong đổi mới quan điểm tiếp cận và phản ánh hiện thực. Cho đến năm 1999, Đi bước nữa đã được tái bản tới 6 lần, và có lần in tới 5 vạn cuốn đều bán hết ngay. Trên văn đàn Việt Nam, số lượng những tác phẩm được tái bản nhiều lần trong một thời gian ngắn như thế không nhiều.
Đạo diễn phim nhựa bộ phim “Đi bước nữa” vừa chỉ đạo quay vừa thốt lên: ''Hiếm có cốt truyện nào gây ấn tượng sâu nặng và cảm động về một vùng quê như “Đi bước nữa”''.
Trong lễ kỷ niệm 60 năm xây dựng và phát triển (1957-2017) do Hội Nhà văn Việt Nam tổ chức, nhà văn Nguyễn Thế Phương đã được truy tặng Giải thưởng Cống hiến Hội Nhà văn Việt Nam (đợt 1).
Năm 2022, ông được truy tặng Giải thưởng Nhà nước về Văn học Nghệ thuật với tác phẩm: Đi bước nữa (tiểu thuyết).

## Vinh danh
- Giải thưởng Nhà nước về Văn học Nghệ thuật năm 2022.

### Giải thưởng văn học
- Giải thưởng Cống hiến của Hội Nhà văn Việt Nam (đợt 1) năm 2017.